# 20780 Чан'ікхей
20780 Чан'ікхей (20780 Chanyikhei) — астероїд головного поясу, відкритий 1 вересня 2000 року.
Тіссеранів параметр щодо Юпітера — 3,425.